# Friedhof Yanaka

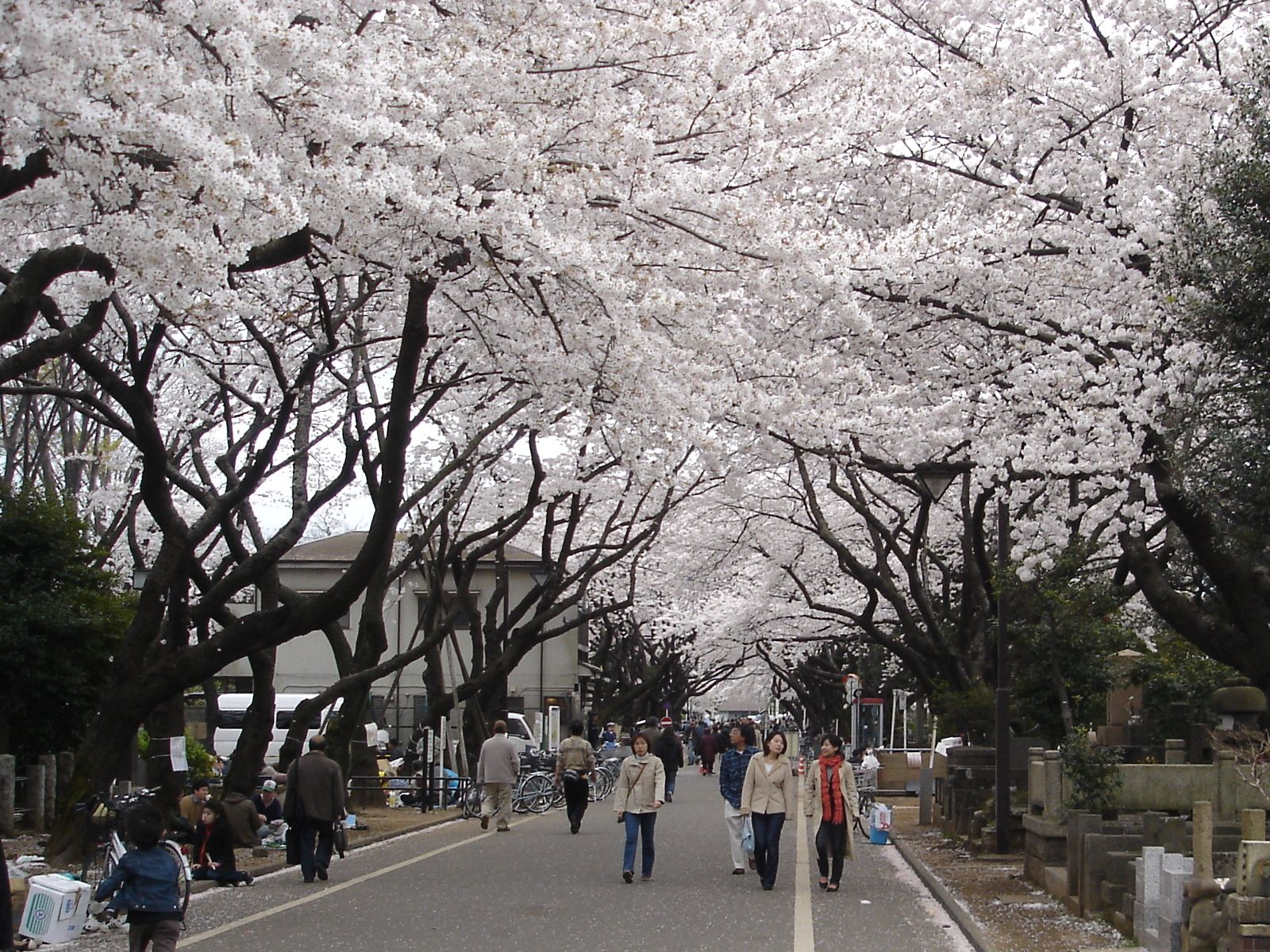
Auf dem Friedhof Yanaka

Der Friedhof Yanaka (japanisch 谷中霊園, Yanaka Reien) ist einer der ältesten Friedhöfe in Tokio und befindet sich im Bezirk Taitō. Der letzte Shogun Tokugawa Yoshinobu ist hier begraben.

## Beschreibung
Der 1874 gegründete und ursprünglich Yanaka Bochi (谷中墓地) genannte Friedhof hat eine Fläche von über 100.000 m² und beherbergt über 7000 buddhistische, shintoistische und christliche Gräber. Ein Abschnitt des Friedhofs beherbergt die Gräber des Tokugawa-Clans, der jedoch für die Öffentlichkeit geschlossen ist. Der Friedhof Yanaka hat eine eigene Polizeistation.

## Anfahrt
Der Friedhof liegt 1 Minute Fußweg vom Bahnhof JR Nippori (Südausgang) und fünf Minuten vom Bahnhof JR Nishi-Nippori entfernt.

## Gräber bekannter Persönlichkeiten
- Aoyama Tanemichi (1859–1917), Mediziner
- Arisaka Nariakira (1852–1915), Generalleutnant
- Asakura Fumio (1883–1964), Bildhauer
- Baba Kochō (1869–1940), Essayist und Übersetzer
- Baba Tatsui (1850–1888), Reformer während der Meiji-Zeit
- Bōjō Toshiaya (1847–1906), Offizier und Politiker
- Date Munenari (1818–1892), Daimyō der späten Edo- und der beginnenden Meiji-Zeit
- Enchi Fumiko (1905–1986), Schriftstellerin
- Hasegawa Kazuo (1908–1984), Film- und Theaterschauspieler
- Hatoyama Ichirō (1883–1959), Politiker und Premierminister
- Hiroshi Inagaki (1905–1980), Filmregisseur, Drehbuchautor und Schauspieler
- Hirotsu Kazuo (1891–1968), Schriftsteller
- Hitachiyama Taniemon (1874–1922), Sumōringer
- Hozumi Nobushige (1855–1926), Rechtsgelehrter der Meiji-Ära
- Hozumi Shigetō (1883–1951), Jurist
- Ikeda Shōen (1886–1917), Malerin und Ukiyo-e-Künstlerin
- Itō Keisuke (1803–1901), Botaniker
- Kaburagi Kiyokata (1878–1972), Maler
- Kashiwado Tsuyoshi (1938–1996), Sumōringer
- Kawakami Otojirō (1864–1911), Schauspieler und Theaterunternehmer
- Kawakami Tōgai (1828–1881), Maler
- Kikuchi Dairoku (1855–1917), Mathematiker, Kultusminister und Professor
- Kikuchi Yōsai (1781–1878), Maler
- Kishida Ginkō (1833–1905), Journalist
- Kōchi Momoko (1932–1998), Schauspielerin
- Makino Tomitaro (1862–1957), Botaniker
- Miyagi Michio (1894–1956), Koto-Spieler und Komponist
- Mizuno Toshikata (1866–1908), Holzschnittkünstler und -lehrer
- Nikolai von Japan (1836–1912), Mönch
- Ninagawa Noritane (1835–1882), Beamter, Kunsthistoriker, Archäologe und Kunstsammler
- Odaira Namihei (1874–1951), Techniker und Unternehmer
- Ono Azusa (1852–1886), Rechtsgelehrter und Politiker
- Sasaki Nobutsuna (1872–1963), Schriftsteller
- Sawayanagi Masatarō (1865–1927), Pädagoge und Wissenschaftsorganisator
- Shibusawa Eiichi (1840–1931), Unternehmer
- Shigeno Yasutsugu (1827–1910), Historiker und Sinologe
- Shimamura Shun’ichi (1862–1923), Neurologe
- Shishi Bunroku (1893–1969), Schriftsteller
- Taguchi Ukichi (1855–1905), Ökonom, Kulturhistoriker und Politiker
- Takahashi Oden (1851–1879), Mörderin
- Takehiro Irokawa (1929–1989), Schriftsteller
- Tochigiyama Moriya (1892–1959), Sumōringer
- Tokugawa Yoshinobu (1837–1913), der 15. und letzte japanische Shōgun
- Tsuda Mamichi (1829–1903), Rechtsgelehrter und Politiker
- Tsunenohana Kan’ichi (1896–1960), Sumōringer
- Ueda Kazutoshi (1867–1937), Sprachwissenschaftler
- Ueda Bin (1874–1916), Dichter, Kritiker, Übersetzer und Aufklärer
- Ukai Gyokusen (1807–1887), Fotograf
- Yokoyama Taikan (1868–1958), Maler

## Galerie

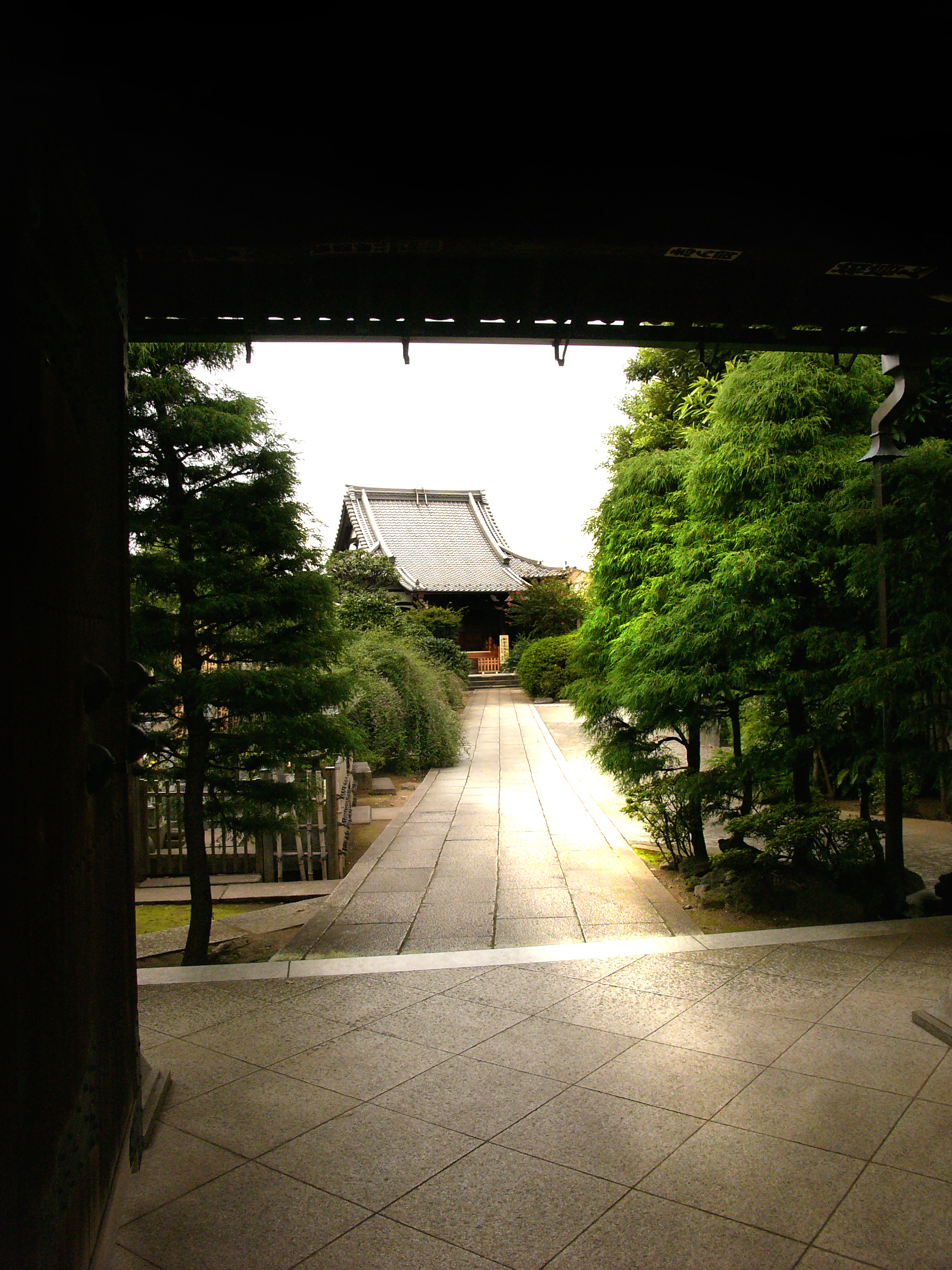
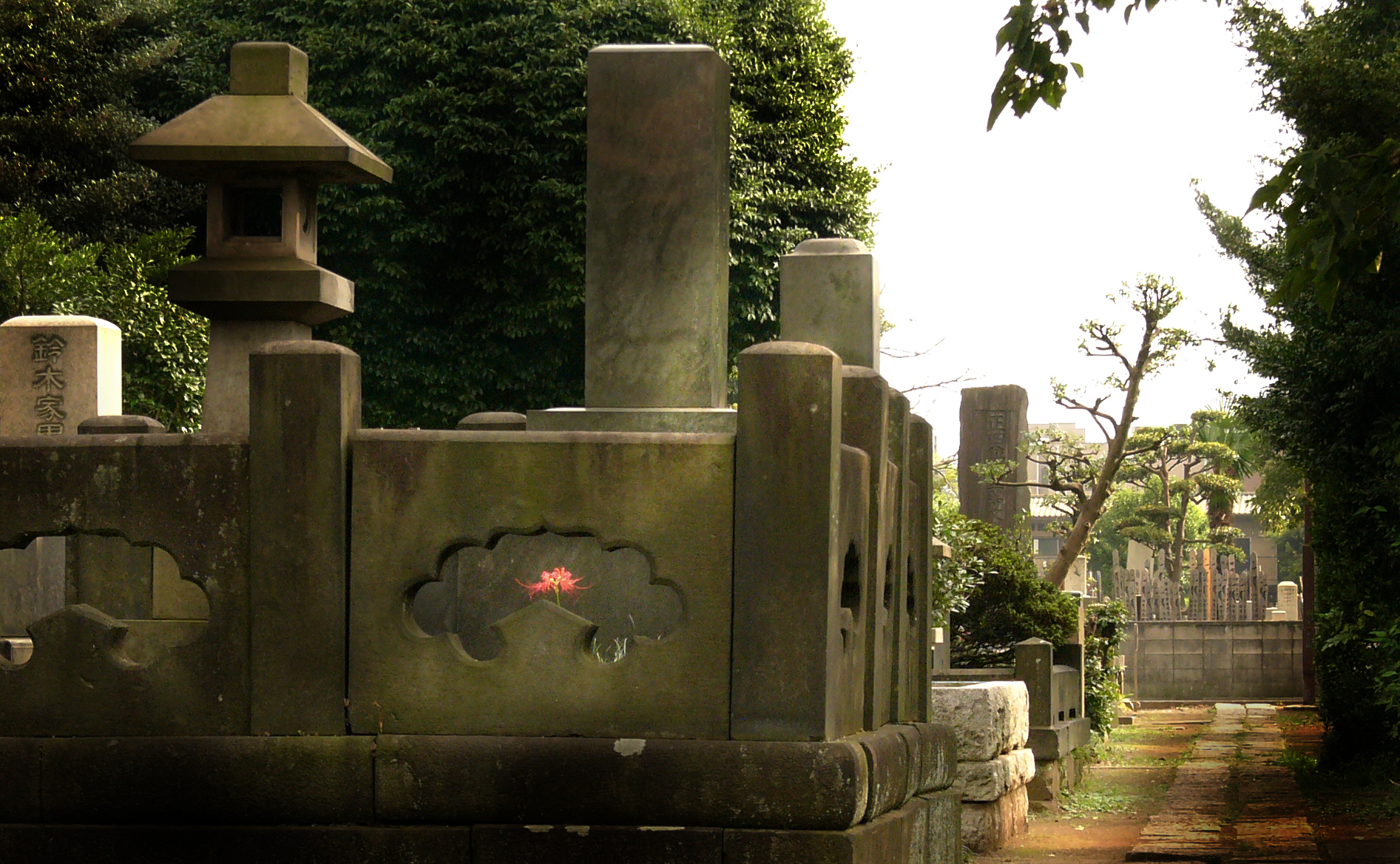
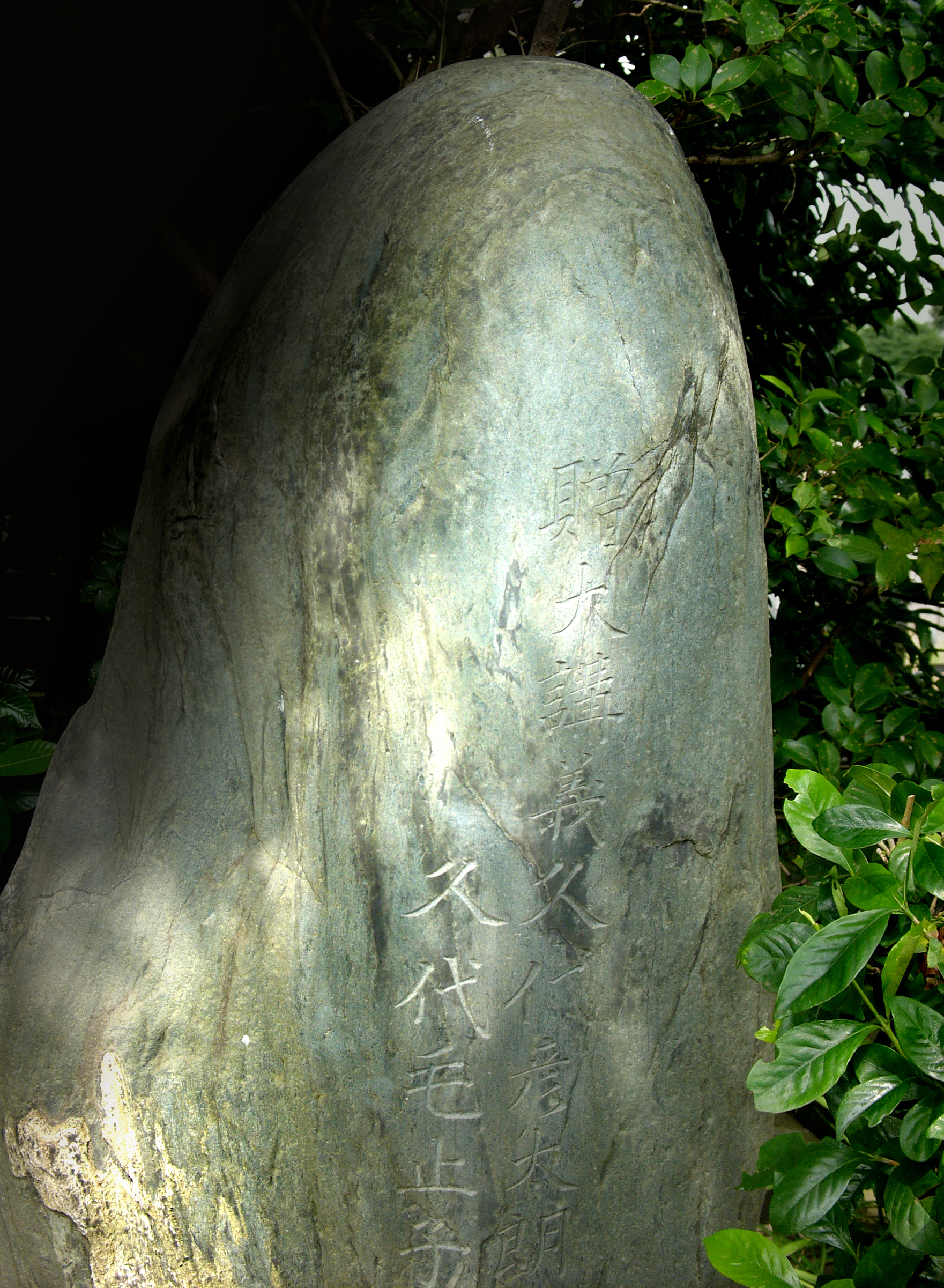
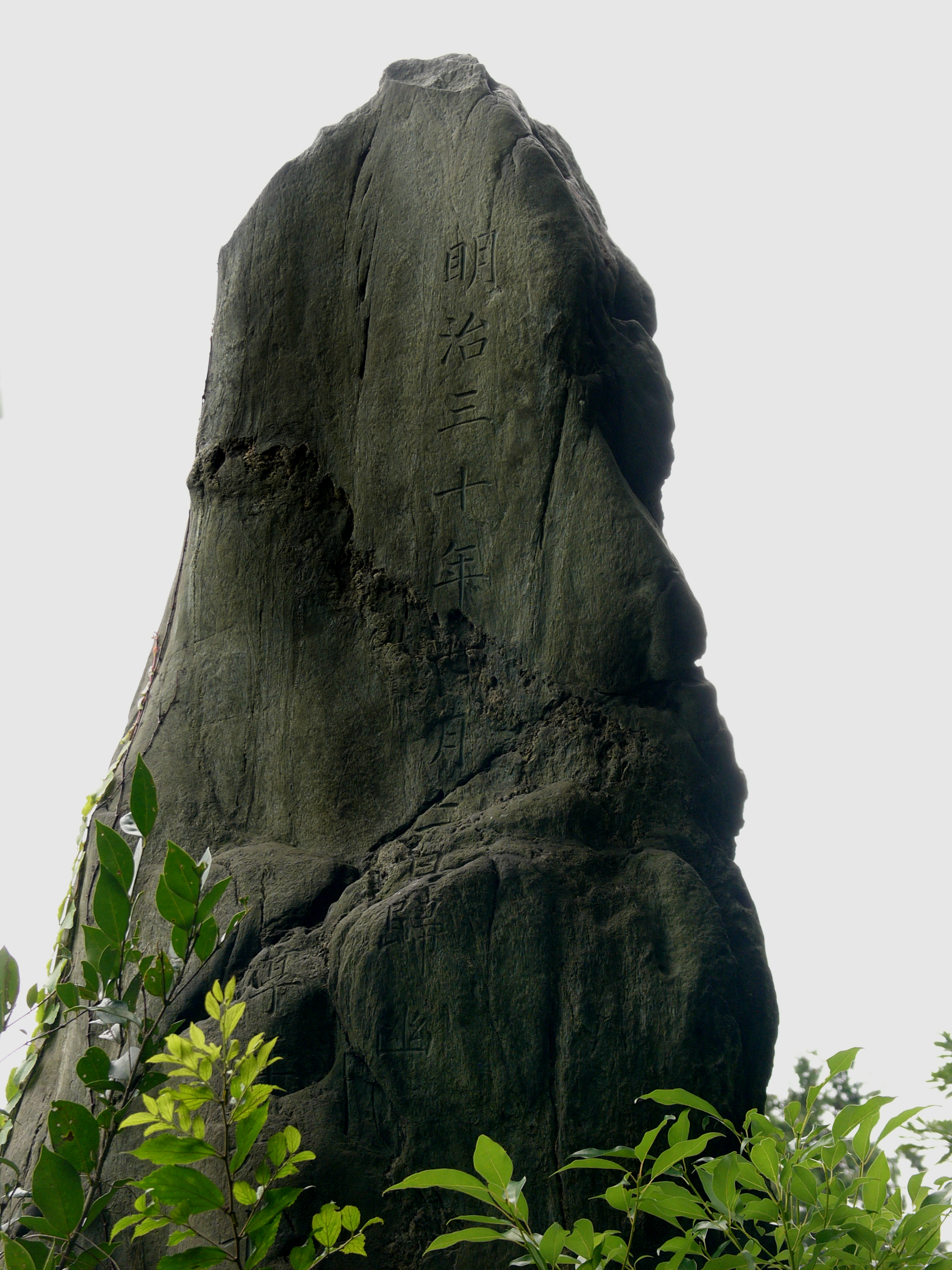
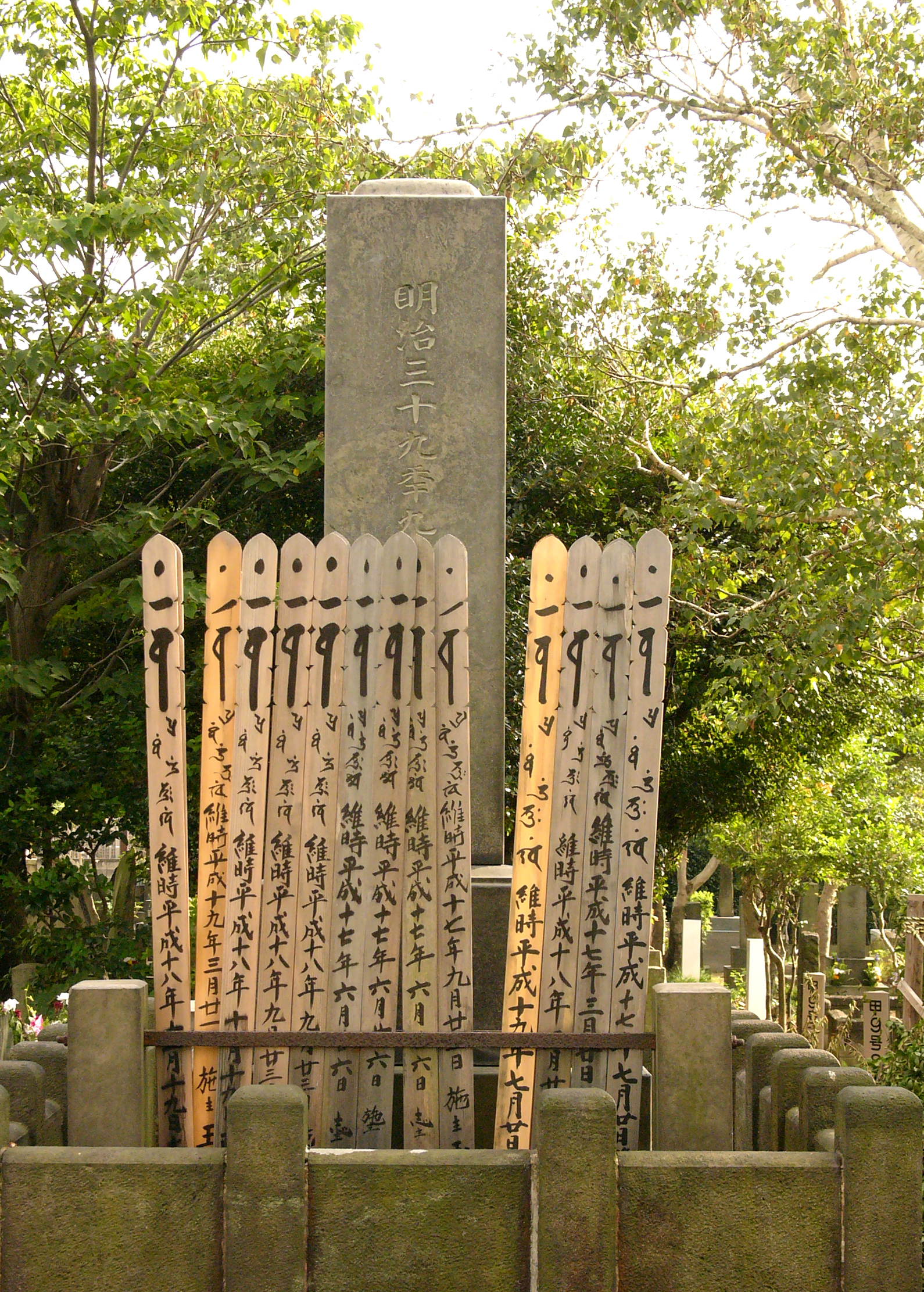